# Posta Cambio Zalazar
Posta Cambio Zalazar é um município da Argentina, localizada na província de Formosa